# Montigny-le-Bretonneux
Montigny-le-Bretonneux là một xã trong vùng đô thị Paris, thuộc tỉnh Yvelines, vùng hành chính Île-de-France của nước Pháp, có dân số là 35.824 người (thời điểm 2003).

## Các thành phố kết nghĩa
- Kierspe, Đức (từ 1988)
- Lunca, România, (từ 1989)
- Denton, Anh (từ 1992)
- Wicklow, Ireland (từ 1993)
- San Fernando (Cadix), Tây Ban Nha (từ 1997)